# Área do Oeste (Serra Leoa)
Área do Oeste (em inglês: Western Area  ou Freetown Peninsula)  é uma das  quatro principais subdivisões da Serra Leoa. Sua população é de 1.447.271 habitantes distribuídos em uma área de 557 km², que abrange Freetown  - a cidade mais antiga e  capital do país -, além das pequenas cidades do seu entorno e uma área rural localizada ao sul da cidade.
É também a área da antiga Colônia da Serra Leoa.

## Distritos
- West Area Urban
- West Area Rural

Além de capital da Western Area, Freetown é também a capital de ambos os distritos.